# Austra Skujytė
Austra Skujytė, née le 12 août 1979 à Biržai, est une athlète lituanienne spécialiste des épreuves combinées.

## Carrière sportive

### Vice-championne olympique (2004)
En 2004, quelques mois après avoir remporté le bronze des Mondiaux en salle, Austra Skujytė remporte la médaille d'argent de l'heptathlon lors des Jeux olympiques d'Athènes, terminant derrière la Suédoise Carolina Klüft. Elle établit à cette occasion le meilleur total de sa carrière avec 6 435 points.
Elle est l'actuelle détentrice du record du monde du décathlon féminin avec 8 366 points, le 15 avril 2005 à Columbia (Missouri).
Après de multiples places d'honneur dans différentes compétitions mondiales (dans les épreuves combinées mais également au lancer du poids), Skujytė remporte la médaille d'argent des Championnats d'Europe en salle de Paris, devancée seulement par la Française Antoinette Nana Djimou.

### Médaillée mondiale en salle (2012)
En 2012, Austra Skujytė remporte la médaille de bronze des Championnats du monde en salle d'Istanbul, étant devancée par l'Ukrainienne Nataliya Dobrynska qui établit un record du monde et par la Britannique Jessica Ennis. 
Aux Championnats d'Europe de la même année, elle termine à la onzième place du lancer du poids, puis est éliminée en qualification de saut en hauteur avec 1,87 mètre. 
En août, elle participe aux Jeux olympiques de Londres. À la fin des deux journées de l'épreuve d'heptathlon, elle se retrouve quatrième du classement général avec 6 599 points, nouveau record personnel. Elle échoue au pied du podium pour seulement 27 points.
Sa saison 2013 est écourtée à cause d'une blessure survenue en juillet. Fin 2013, elle apprend qu'elle est enceinte. Elle accouche en août d'une petite fille et reprend directement la compétition pour se concentrer sur les championnats de Lituanie.
Elle fait son retour sur le circuit international au meeting de Götzis où elle ne termine pas son heptathlon à la suite d'une contre-performance au 200 m. Elle participe ensuite aux Championnats d'Europe par équipes à Héraklion (Grèce) et prend la huitième place du concours de saut en hauteur avec 1,83 m.

### 2016: médaillée olympiquea posteriori
Le 14 février 2016, la Lituanienne se classe quatrième du meeting en salle de Tallinn sur le pentathlon, totalisant 4 291 pts. Le 9 juillet 2016, elle se classe 14e des Championnats d'Europe d'Amsterdam avec 5 245 points, bien que n'ayant pas terminé le 800 m à cause d'une blessure au pied. Lors de l'épreuve du javelot, elle porte réclamation sur son jet non-validé parce qu'il a été jugé à tort tombé à plat.
Le 29 novembre 2016, il est annoncé que la Russe Tatyana Chernova est disqualifiée de sa médaille de bronze des Jeux olympiques de Londres. En conséquence, Austra Skujytė pourrait se voir remettre cette médaille plus de quatre ans après et à 37 ans. Elle se dit « heureuse que justice soit faite », elle qui a dû déclarer forfait pour les Jeux olympiques de Rio 2016 sur blessure. En 2017, elle est officiellement médaillée de bronze. Par la même occasion, elle annonce se préparer pour les Championnats d'Europe en salle de Belgrade et les Championnats du monde de Londres, pour sa dernière année de compétition. Elle met un terme à sa carrière le 18 octobre.

## Palmarès
| Date | Compétition                           | Lieu                                  | Place | Épreuve    | Résultat   |
| ---- | ------------------------------------- | ------------------------------------- | ----- | ---------- | ---------- |
| 1998 | Championnats du monde juniors         | Annecy                                | 6e    | Heptathlon | 5 606 pts  |
| 1999 | Championnats d'Europe espoirs         | Göteborg                              | 6e    | Heptathlon | 5 613 pts  |
| 2000 | Championnats d'Europe en salle        | Gand                                  | 10e   | Pentathlon | 4 198 pts  |
| 2000 | Jeux olympiques                       | Sydney                                | 12e   | Heptathlon | 6 034 pts  |
| 2001 | Championnats d'Europe espoirs         | Amsterdam                             | 3e    | Heptathlon | 6 087 pts  |
| 2002 | Décastar                              | Talence                               | 2e    | Heptathlon | 6 140 pts  |
| 2002 | Coupe du monde des épreuves combinées | Coupe du monde des épreuves combinées | 3e    | Heptathlon | 18 570 pts |
| 2003 | Hypo-Meeting                          | Götzis                                | 2e    | Heptathlon | 6 213 pts  |
| 2003 | Championnats du monde                 | Paris                                 | 10e   | Heptathlon | 6 077 pts  |
| 2004 | Championnats du monde en salle        | Budapest                              | 3e    | Pentathlon | 4 679 pts  |
| 2004 | Jeux olympiques                       | Athènes                               | 2e    | Heptathlon | 6 435 pts  |
| 2005 | Championnats du monde                 | Helsinki                              | 4e    | Heptathlon | 6 360 pts  |
| 2007 | Championnats d'Europe en salle        | Birmingham                            | 4e    | Pentathlon | 4 740 pts  |
| 2007 | Championnats du monde                 | Osaka                                 | 6e    | Heptathlon | 6 380 pts  |
| 2007 | Coupe du monde des épreuves combinées | Coupe du monde des épreuves combinées | 3e    | Heptathlon | 18 994 pts |
| 2008 | Championnats du monde en salle        | Valence                               | 5e    | Pentathlon | 4 655 pts  |
| 2009 | Championnats du monde                 | Berlin                                | 17e   | Poids      | 17,86 m    |
| 2010 | Championnats du monde en salle        | Doha                                  | 14e   | Poids      | 17,55 m    |
| 2010 | Championnats d'Europe                 | Barcelone                             | 10e   | Poids      | 17,72 m    |
| 2011 | Championnats d'Europe en salle        | Paris                                 | 2e    | Pentathlon | 4 706 pts  |
| 2011 | Championnats du monde                 | Daegu                                 | 7e    | Heptathlon | 6 297 pts  |
| 2012 | Championnats du monde en salle        | Istanbul                              | 3e    | Pentathlon | 4 802 pts  |
| 2012 | Hypo-Meeting                          | Götzis                                | 2e    | Heptathlon | 6 493 pts  |
| 2012 | Championnats d'Europe                 | Helsinki                              | qual. | Hauteur    | 1,87 m     |
| 2012 | Championnats d'Europe                 | Helsinki                              | 11e   | Poids      | 16,53 m    |
| 2012 | Jeux olympiques                       | Londres                               | 3e    | Heptathlon | 6 599 pts  |
| 2012 | Décastar                              | Talence                               | 2e    | Heptathlon | 6 316 pts  |
| 2012 | Coupe du monde des épreuves combinées | Coupe du monde des épreuves combinées | 3e    | Heptathlon | 19 408 pts |
| 2013 | Championnats d'Europe par équipes     | Kaunas                                | 2e    | Poids      | 16,21 m    |
| 2015 | Championnats d'Europe par équipes     | Heraklion                             | 8e    | Hauteur    | 1,80 m     |
| 2016 | Championnats d'Europe                 | Amsterdam                             | 14e   | Heptathlon | 5 245 pts  |
| 2017 | Championnats d'Europe en salle        | Belgrade                              | qual. | Poids      | 17,37 m    |
| 2017 | Championnats d'Europe par équipes     | Tel Aviv                              | 3e    | Poids      | 16,20 m    |

## Records personnels
| Épreuve           | Performance    | Lieu     | Date              |
| ----------------- | -------------- | -------- | ----------------- |
| 100 m             | 12 s 49        | Columbia | 14 avril 2005     |
| 400 m             | 57 s 19        | Columbia | 14 avril 2005     |
| 100 m haies       | 13 s 96        | Daegu    | 29 août 2011      |
| Saut en hauteur   | 1,92 m         | Londres  | 03 août 2012      |
| Lancer du poids   | 17,86 m        | Berlin   | 16 août 2009      |
| 200 m             | 24 s 82        | Athènes  | 20 août 2004      |
| Saut à la perche  | 3,20 m         | Columbia | 13 avril 2006     |
| Saut en longueur  | 6,34 m         | Talence  | 16 septembre 2012 |
| Lancer du disque  | 53,10 m        | Kaunas   | 22 juillet 2009   |
| Lancer du javelot | 54,10 m        | Kaunas   | 08 juillet 2012   |
| 800 m             | 2 min 15 s 92  | Athènes  | 21 août 2004      |
| 1 500 m           | 5 min 15 s 86  | Columbia | 15 avril 2005     |
| Heptathlon        | 6 599 pts (NR) | Londres  | 04 août 2012      |
| Décathlon         | 8 358 pts (WR) | Columbia | 15 avril 2005     |

| Épreuve          | Performance    | Lieu       | Date            |
| ---------------- | -------------- | ---------- | --------------- |
| 60 m haies       | 8 s 57         | Istanbul   | 09 mars 2012    |
| Saut en hauteur  | 1,90 m         | Istanbul   | 09 mars 2012    |
| Lancer du poids  | 17,63 m        | Klaipéda   | 19 février 2010 |
| Saut en longueur | 6,39 m         | Stockholm  | 15 février 2005 |
| 800 m            | 2 min 16 s 21  | Birmingham | 02 mars 2007    |
| Pentathlon       | 4 802 pts (NR) | Istanbul   | 09 mars 2012    |